# Hůry
Hůry település Csehországban, a České Budějovice-i járásban. Hůry Rudolfov, Vráto, Adamov, Libníč, Úsilné és České Budějovice településekkel határos. Lakosainak száma 610 fő (2024. január 1.).

## Népesség
A település lakosságának változását az alábbi diagram mutatja:
| Lakosok száma | 401  | 450  | 489  | 332  | 368  | 418  | 566  | 579  | 607  | 610  |
|               | 1869 | 1890 | 1921 | 1950 | 1980 | 2001 | 2017 | 2019 | 2022 | 2024 |